# Steve Watkins
Pour les articles homonymes, voir Watkins.
Steven Charles Watkins Jr., dit Steve Watkins, né le 18 septembre 1976 sur la Lackland Air Force Base (Texas), est un homme politique américain. Membre du Parti républicain, il est élu du Kansas à la Chambre des représentants des États-Unis de 2019 à 2021.

## Biographie

### Jeunesse et carrière professionnelle
Watkins grandit à Topeka, capitale du Kansas. Après le lycée, il rejoint l'armée de terre des États-Unis et étudie à l'académie militaire de West Point. Déployé en Alaska puis en Afghanistan, il quitte l'armée en 2005.
Après l'armée, Watkins travaille dans une entreprise cocontractante du département de la Défense des États-Unis. À son entrée en politique, il est accusé d'avoir exagéré son rôle dans la création de cette entreprise. Il est également consultant en Afghanistan et Irak.

### Élection au Congrès
En 2018, il se présente à la Chambre des représentants des États-Unis dans le 2e district du Kansas, dans l'est de l'État. La députée républicaine sortante Lynn Jenkins ne se représente pas. Watkins dépense une large partie de sa fortune personnelle dans sa campagne, également financée à plus de 700 000 dollars par un super PAC fondé par son père.
Durant la primaire républicaine, Watkins est critiqué par de nombreux républicains qui remettent en cause son engagement conservateur et notent qu'il ne s'est inscrit sur les listes électorales du Kansas qu'en 2017. On lui reproche également les publicités en sa faveur payée par son père, Steve Watkins Sr.. Il remporte finalement la primaire républicaine avec environ 27 % des voix, face à plusieurs hommes politiques expérimentés.
Bien que la circonscription, plutôt rurale et conservatrice, ait largement voté pour Donald Trump en 2016, celle-ci a également choisit son opposant démocrate Paul Davis comme gouverneur en 2014. Watkins se retrouve donc dans un duel serré avec Davis, ancien chef du parti démocrate à la Chambre des représentants du Kansas. Au cours de la campagne, plusieurs éléments du CV de Watkins sont remis en cause par la presse locale. Malgré un contexte national favorable aux démocrates, le républicain est élu représentant avec 47,6 % des suffrages contre 46,8 % pour Davis,.
Watkins est en difficulté à l'approche des élections de 2020. Il doit notamment affronter le trésorier de l'État du Kansas Jake LaTurner, recruté par l'ancien gouverneur Jeff Colyer. En mars 2020, la Commission électorale fédérale lance une enquête sur les donations — potentiellement illégales — reçues par la campagne de Watkins de la part de sa famille. En juillet 2020, à quelques semaines des primaires, il est mis en examen pour fraude électorale (ayant utilisé une adresse postale plutôt que l'adresse de son domicile pour s'inscrire sur les listes électorales) et pour ne pas avoir collaboré avec la police. Watkins reconnaît une erreur, qu'il estime avoir rectifié dès qu'il en a eu connaissance, et dénonce le caractère politique de sa mise en examen. Le 4 août 2020, il perd largement la primaire républicaine, distancé par LaTurner qui rassemble 49 % des suffrages contre 34 % pour Watkins et 17 % pour l'homme d'affaires Dennis Taylor.

## Positions politiques
Durant sa campagne de 2018, Watkins se présente comme un soutien au deuxième amendement, farouchement opposé à l'avortement. Il met également en avant son soutien au président Donald Trump, malgré des divergences sur le commerce international.